# Tiki-Taka
Tiki-Taka oder Tiqui-Taca bezeichnet einen Spielstil im Fußball, der charakterisiert wird durch Kurzpassspiel und einen hohen Ballbesitzanteil der angreifenden Mannschaft. Dabei befindet sich fast die gesamte Mannschaft fortwährend in Bewegung und lässt den Ball durch ihre Reihen zirkulieren. Der spanisch konnotierte Spielstil hat große Ähnlichkeit mit dem aus den Niederlanden stammenden Totalen Fußball.

## Charakteristik
Kennzeichnend für diese Taktik ist ein mobiles Kurzpassspiel durch geduldiges Kombinieren, in dem die Positionen ständig rochieren und permanente Dreiecke durch die Zuspieler gebildet werden. Auf weite Pässe wird weitgehend verzichtet.
Da sich oft auch die Verteidiger in das Passspiel einschalten, ist der Gegner gezwungen, einen größeren Raum abzudecken. Die langen Ballstafetten führen allerdings auch zu Kritik, da sie das Spiel für die Zuschauer langweilig und unattraktiv machen.

## Herkunft
Der Name Tiki-Taka entspricht dem spanischen Begriff für Klick-Klack-Kugeln. Der Journalist Andrés Montes popularisierte den Begriff während der Weltmeisterschaft 2006 beim spanischen Fernsehsender La Sexta, um den damals neuen Stil der spanischen Nationalmannschaft zu beschreiben.

## Verbreitung und Kritik
Die spanische Nationalmannschaft praktizierte diesen Spielstil während der EM 2008, der WM 2010 und der EM 2012 und gewann unter Leitung von Luis Aragonés und später Vicente del Bosque alle drei Turniere. Auch der FC Barcelona gewann damit in der Zeit von 2009 bis 2013 fünfzehn Titel. Voraussetzung für das Gelingen der Taktik ist eine sehr gute Technik der Spieler, die präzise Pässe erlaubt, und eine zuverlässige Defensive, die im Fall eines Ballverlustes Konter vereitelt.
Pep Guardiola, ehemals erfolgreicher Trainer beim FC Barcelona, brachte die Tiki-Taka-Taktik mit zu seiner neuen Station, dem FC Bayern München. Nach dem Ausscheiden im Halbfinale der Champions League auch durch die 0:4-Heimniederlage gegen Real Madrid wurde Tiki Taka als „fruchtloser Ballbesitz“, der nicht zu Toren führe, kritisiert, der zum Selbstzweck verkomme.
Auch international brachte der auch so genannte „Ballbesitz-Fußball“ zuletzt weniger Erfolge. So schrieb etwa der Sportjournalist Andreas Babst während der Fußball-WM 2018 nach der Niederlage Spaniens gegen Russland in der NZZ: „Ist das Tiki-Taka am Ende? Schon 2014 schien es so, als Spanien in der Gruppenphase scheiterte.“ Der spanische Nationaltrainer Fernando Hierro sagte nach der Partie: „Wir wollten an diese Idee glauben. Wir haben eine Identität, man sieht sie. Wir haben eine Persönlichkeit, das ist etwas Gutes“. Es sei schwierig, loszulassen. Babst fragte zudem, ob es sich noch lohne, den Ball zu haben: „Drei Viertel der Spielzeit waren die Spanier gegen Russland in Ballbesitz, zusammen mit den Pässen war das eine statistische Dominanz, wie man sie nur selten sieht. Auch Argentinien hatte im Achtelfinale vom Samstag mehr Ballbesitz als Frankreich, Portugal mehr als Uruguay, jeweils rund 60 Prozent. Trotzdem waren die Franzosen und auch Uruguay dank schnellen Kontern stets gefährlicher und meist überlegen.“